# Lonchokarp

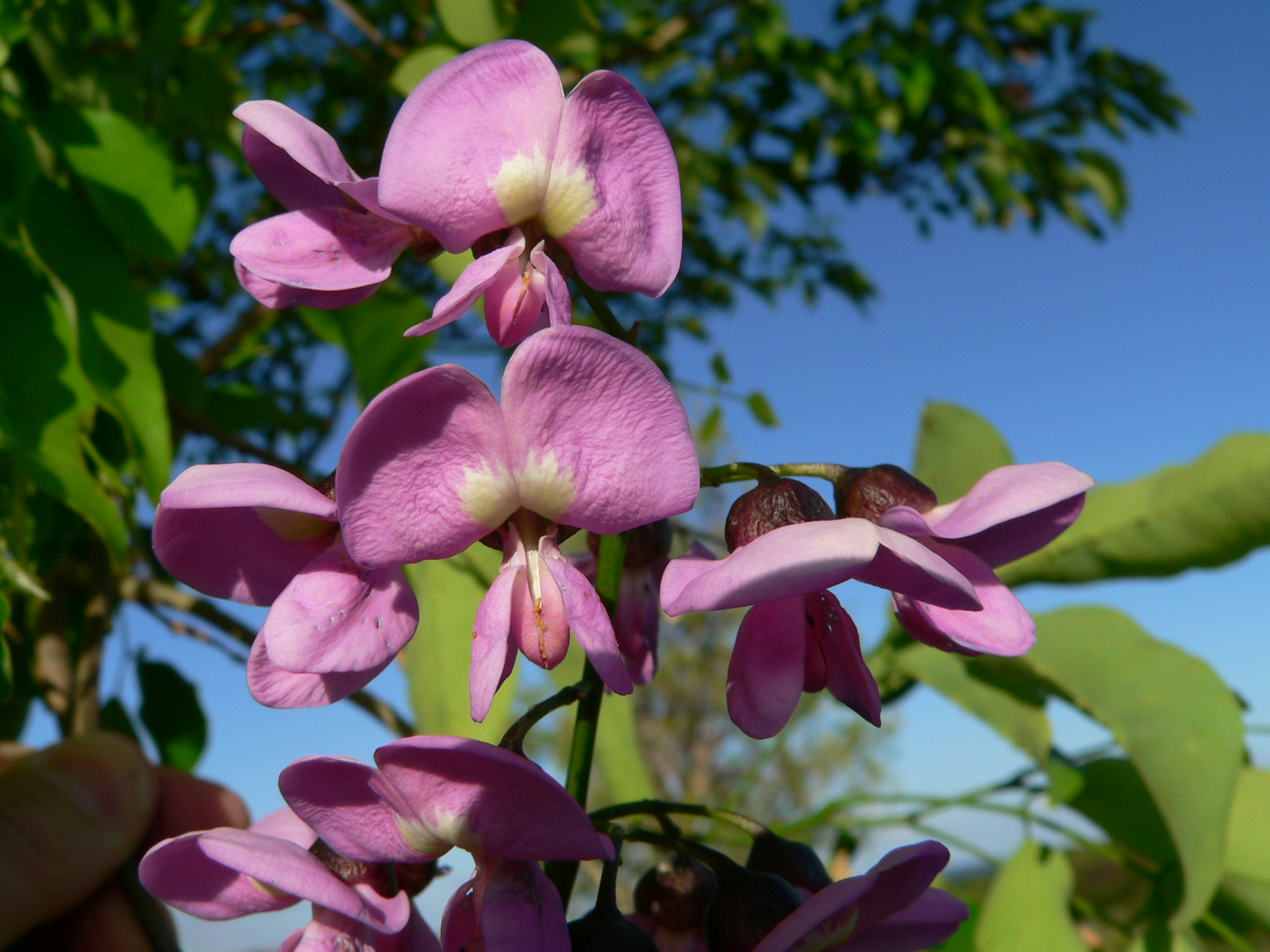
Detail květů Lonchocarpus punctatus

Lonchokarp (Lonchocarpus) je rod rostlin z čeledi bobovité. Jsou to keře, stromy i liány se zpeřenými listy a purpurovými nebo bílými motýlovitými květy. Vyskytují se v tropické Americe a jeden druh také v Africe. Mnohé druhy obsahují rotenon a jsou domorodci používány jako tzv. barbasco k tradičnímu lovu ryb.

## Popis
Lonchokarpy jsou stromy, keře a liány. Listy jsou střídavé, lichozpeřené, složené ze vstřícných, celokrajných lístků. Palisty u většiny druhů chybějí. Květy jsou motýlovité, purpurové nebo bílé, uspořádané v úžlabních nebo vrcholových složených hroznech. Kalich je miskovitý, na vrcholu zubatý až uťatý. Pavéza je široce vejčitá až obvejčitá, na bázi nehetnatá. Křídla jsou připojena ke člunku. Tyčinek je 10 a jsou dvoubratré, horní tyčinka je na bázi volná a zbývajících 9 je srostlých. Semeník obsahuje 2 až 12 vajíček. Plody jsou tenké, papírovité až tlusté a dřevnaté, většinou nepukavé, řidčeji pukající horním švem nebo rozpadavé na jednosemenné díly. Obsahují 1 až 12 semen.

## Rozšíření
Rod Lonchocarpus zahrnuje asi 120 druhů. Je rozšířen v tropické Americe od Mexika po Peru a severní Argentinu, druh Lonchocarpus laxiflorus se vyskytuje v tropické subsaharské Africe.

## Zajímavosti
U druhu Lonchocarpus utilis nejsou známy květy ani plody, přestože se jedná o v tropické Americe hojně pěstovaný druh. Množí se pouze vegetativně pomocí kořenových řízků.

## Obsahové látky
Kořeny přinejmenším některých druhů, např. Lonchocarpus utilis, L. urucu a L. floribundus, obsahují flavonoid rotenon, toxický zejména pro ryby a vodní bezobratlé. Rotenon je z druhu L. urucu průmyslově získáván.

## Taxonomie
Rod Lonchocarpus je blízce příbuzný s rodem Derris, pocházejícím z tropů Starého světa. V některých botanických systémech jsou z rodu Lonchocarpus vyčleňovány rody Deguelia, Muellera a Philenoptera.

## Význam
Některé druhy, např. Lonchocarpus utilis, L. floribundus a L. urucu, používají domorodí indiáni v tropické Americe k tradičnímu lovu ryb. Tyto rostliny jsou v Latinské Americe nazývány barbasco. Šťáva z rostlin se nalije do vhodně vybrané vodní plochy a omámené ryby se poté posbírají z hladiny. L. floribundus je používán k přípravě šípového jedu a v Brazílii také k likvidaci mravenců atta.
Kůra L. pictus je v tropické Americe lokálně používána při ošetřování kožního onemocnění známého jako růže.
Dřevo druhu L. hedyosmus je pevné a dobře opracovatelné a je v Jižní Americe používáno zejména na stavby.
Mayové přidávali kůru druhu L. violaceus do svého alkoholického nápoje baiche z fermentovaného medu.